# Manoir de Quelneuc
Le manoir de Quelneuc est un édifice situé à Carentoir en France.

## Localisation
Le manoir est situé sur le territoire de la commune déléguée de Quelneuc, au lieu-dit Quelneuc, dans le département du Morbihan en région Bretagne.

## Description
Le manoir date du XVIe siècle, édifice à un étage carré construit en moellons sans chaîne en pierre de taille de schiste. Toiture à longs pans recouverte d'ardoises, pignon couvert. Escalier demi-hors-œuvre : escalier à vis sans jour. Présence de bouche à feu.

## Historique
Les vestiges du manoir sont inscrit à l'inventaire général du patrimoine culturel.